# 정흥진
정흥진(鄭興鎭, 1944년 6월 9일~)은 대한민국의 정치인이다. 민선 1·2기 서울특별시 종로구청장을 지냈다.

## 학력
- 정읍중학교 졸업
- 정읍농림고등학교 졸업
- 1973 한양대학교 졸업
- 한양대학교 행정대학원 졸업(행정학 석사)

## 경력
- 1991. 7.~1995. 6. 제3대 서울특별시의회 의원
- 1995. 7.~1998. 6. 제1대 서울특별시 종로구 구청장
- 1998. 6.~2002. 2. 제2대 서울특별시 종로구 구청장
- 1998. 9. 제1대 서울시구청장협의회 회장
- 1998 전국 시군구 단체장 협의회 의장
- 1999. 3. 한양대학교 체육대학 총동창회 회장
- 2002 국민통합21 종로구 지구당 위원장

## 역대 선거 결과
|  | 43.2% |

|  | 47.24% |

|  | 58.77% |

|  | 23.8% |

|  | 10.99% |

|  | 22.61% |

|  | 0.00% |

| 전임 전장하 | 제29·30대 서울특별시 종로구청장(민선) 1995년 7월 1일~2002년 2월 9일 | 후임 (권한대행)노장택 (권한대행)이노근 김충용 |